# Achim von Britzke
Achim von Britzke (21 de janeiro de 1920 - 30 de março de 1945) foi um oficial alemão que serviu durante a Segunda Guerra Mundial. Foi condecorado com a Cruz de Cavaleiro da Cruz de Ferro.

## Carreira

### Patentes
Hauptmann

### Condecorações
| Cruz de Ferro 2ª Classe                                  |
| Cruz de Ferro 1ª Classe                                  |
| Cruz de Cavaleiro da Cruz de Ferro 23 de outubro de 1944 |